# Hüpereidész
Hüpereidész (ógörögül: Ὑπερείδης, latinul: Hyperides), (Kollütosz, Attika, Kr. e. 389 – Athén, Kr. e. 322) görög szónok.
Platón és Iszokratész tanítványaként ismert, Démoszthenész kortársa, a tíz attikai szónok egyike volt. Pályája Athénban indult, előbb törvényszéki védőügyvédkét tevékenykedett, később politikai szónoklatairól lett híres, ezzel párhuzamosan a vádat képviselő ügyészként is dolgozott. Szónoki kifejezésmódjában egyaránt érzékelhető Démoszthenész pátoszának és Lüsziasz egyszerűségének hatása. Mindössze hat beszédéből maradtak fenn töredékek, köztük: „Kata Démoszthenusz” (Démoszthenész ellen), „Hüper Lükophronosz” (Lükophrón mellett), továbbá „Epitaphiosz” (Emlékbeszéd, ti. a lamiai csata hősi halottai felett)
A szerzőhöz fűződő magyar vonatkozású érdekesség, hogy beszédeinek teljes szövegű kódexe megvolt Mátyás király könyvtárában, azonban annak halála után elveszett. Cuspinianus, a neves osztrák humanista 1512-ben Budán még kezébe vehette a kötetet, amelynek ezután nyoma veszett. Mivel 2006-ig semmifajta bizonyíték nem volt rá, hogy középkori kódexben fennmaradt volna bármilyen műve, külföldön ezért sokan még a fent említett Mátyás-kódex létezését is kétségbe vonták. 2006-ban azonban egy szenzációs filológiai felfedezés révén eredeti, eddig ismeretlen beszédei kerültek elő egy amerikai tulajdonban lévő bizánci imagyűjteményben (hét eredeti Arkhimédesz-értekezéssel és egy Arisztotelész-kommentárral együtt). A palimpszeszt-lelet feltárásában magyar kutatók is részt vettek. Hüpereidész előkerült szövege két beszédének részleteit őrzi: az egyik egy gyámsági ügyben elmondott magánjogi érvelés Timandrosz ellen címmel, a másik a Diondasz ellen címet viseli, Kr. e. 335 körül keletkezett, nem sokkal a khairóneiai csata után, ahol a Démoszthenész és Hüpereidész javaslatára Thébával szövetkezett athéni csapatok hatalmas vereséget szenvedtek el a Nagy Sándor vezette makedónoktól. A vereség után a makedón-pártiak elérkezettnek látták az időt a makedónellenes irányzattal való leszámolásra; Hüpereidész ellen csak az egyik makedón-párti politikus, Diondasz, ötven pert indított, s ezek egyikében alkotmánysértéssel vádolta (Hüpereidész ugyanis felvetette, hogy fel kell fegyverezni az Athénhoz lojálisnak mutatkozó, harcolni hajlandó rabszolgákat). A Diondasz elleni beszéd valójában Hüpereidész egyik védőbeszéde, ami a személyét ért támadásokra kívánt válaszolni és bukott politikáját védelmezte. Az egyik törvényszéki perben valóban elhangzott (i. e. 334.).

## Külső hivatkozások
Pecz Vilmos (szerk.): Ókori lexikon